# Trichospermum arachnoideum
Trichospermum arachnoideum är en malvaväxtart som beskrevs av Kostermans. Trichospermum arachnoideum ingår i släktet Trichospermum och familjen malvaväxter. Inga underarter finns listade i Catalogue of Life.